# 復活的人
《復活的人》（白話字：Koh-oa̍h ê Lâng，臺羅：Koh-ua̍h ê Lâng）是台灣小說家胡長松的台語長篇小說。耗時五年半時間，全書以台文漢字寫成，近三十萬字，於2015年1月1日出版，並於同年11月13日獲頒第38屆吳三連獎。小說的內容是一位馬卡道族的年輕人寫給西拉雅族女孩的愛情信件，以愛情文藝來包裹1990年代的台灣政治與社會的歷史。

## 書目
宋澤萊序：長篇小說的大匠－一本患難中有喜樂的書
1. 離開
2. 夏天
3. 鬧動
4. 稗佮麥
5. 溫柔的人
6. 門徒
7. 尾聲

## 註解
1. ↑  胡長松本人的讀音為 koh-oa̍h，因此以教育部推薦用字則寫為「閣活」，即台語中的「復活」之意，「活」字採白讀音。至於「復活」一詞的正確漢字讀音則為 ho̍k-hoa̍t，此處「活」字則採文讀音。

## 外部連結
- YouTube上的【哲學『非』星期五＠高雄】翻轉失落的記憶：西拉雅族群的身世與反抗
- 【復活的人】台語長篇小說粉絲頁